# Condado de Bedford (Tennessee)
El condado de Bedford (en inglés: Bedford County, Tennessee), fundado en 1807, es uno de los 95 condados del estado estadounidense de Tennessee. En el año 2000 tenía una población de 37.586 habitantes con una densidad poblacional de 31 personas por km². La sede del condado es Shelbyville.

## Geografía
Según la Oficina del Censo, el condado tiene un área total de 1230 km² (474,9 mi²), de la cual 1227 km² (473,7 mi²) es tierra y 3 km² (1,2 mi²) es agua.

### Condados adyacentes
- Condado de Rutherford norte
- Condado de Coffee este
- Condado de Moore sureste
- Condado de Lincoln sur
- Condado de Marshall oeste

## Demografía
En el 2000 la renta per cápita promedia del condado era de $36,729, y el ingreso promedio para una familia era de $33,691. El ingreso per cápita para el condado era de $13,698. En 2000 los hombres tenían un ingreso per cápita de $25,485 contra $15,673 para las mujeres. Alrededor del 25.10% de la población estaba bajo el umbral de pobreza nacional.

## Lugares

### Ciudades y pueblos
- Bell Buckle
- Normandy
- Shelbyville
- Wartrace

### Comunidades no incorporadas
- Unionville